# Congonhinhas
Congonhinhas ist ein brasilianisches Munizip im Norden des Bundesstaats Paraná. Es hat 8.320 Einwohner (2022), die sich Congonhinhenser nennen. Seine Fläche beträgt 536 km². Es liegt 772 Meter über dem Meeresspiegel.

## Etymologie
Der Name stammt von der Congonha, einer Pflanze ähnlich der Yerba Mate. Das Wort Congõi stammt aus dem Tupi und bedeutet das was erhält, das was nährt. Der Sud wurde von den Ureinwohnern gern als Tee mit ähnlicher Wirkung wie Mate getrunken.

## Geschichte

### Besiedlung
Die Besiedlung von Congonhinhas begann 1926, als José Domingues da Costa, José Carlos de Oliveira, Joaquim Luiz de Oliveira, João Canedo da Silva und Eugenia Domingues da Costa dem Bistum neun Alqueires Land (20 ha) im Munizip São Jerônimo schenkten, um eine Siedlung zu gründen. Im selben Jahr ließen die Gründer eine hölzerne Kapelle errichten, deren Schutzpatronin die Muttergottes von Aparecida war.
Die ersten Händler, die sich hier niederließen, waren José da Costa und Jorge Fadel.

### Erhebung zum Munizip
Congonhinhas wurde unter dem Namen São Jerônimo durch das Staatsgesetz Nr. 1918 vom 23. Februar 1920 aus Tomazina ausgegliedert und in den Rang einer Vila erhoben. Es wurde am 21. September 1920 als Vila installiert. Per Gesetzesdekret vom 30. Dezember 1943, berichtigt durch das Gesetzesdekret Nr. 311 com 26. Februar 1945, wurde der Sitz des Munizips in das heutige Congonhinhas verlegt.

## Geografie

### Fläche und Lage
Congonhinhas liegt auf dem Terceiro Planalto Paranaense (der Dritten oder Guarapuava-Hochebene von Paraná). Seine Fläche beträgt 536 km². Es liegt auf einer Höhe von 772 Metern.

### Vegetation
Das Biom von Congonhinhas ist Mata Atlântica.

### Klima
Das Klima ist warm und gemäßigt. Der Niederschlag in Congonhinhas ist durchgängig hoch (1644 mm pro Jahr). Die Klimaklassifikation nach Köppen und Geiger lautet Cfa. Im Jahresdurchschnitt liegt die Temperatur bei 20,4 °C.

### Gewässer
Congonhinhas liegt zu zwei Dritteln der Gemeindefläche im Einzugsgebiet des Rio das Cinzas und zu einem Drittel in dem des Rio Tibají. Der linke Tibají-Nebenfluss Rio Congonhas bildet die westliche Grenze des Munizips, die östliche Grenze wird vom linken Cinzas-Nebenfluss Rio Laranjinha gebildet.

### Straßen
Congonhinhas ist über die PR-160 mit Cornélio Procópio im Norden verbunden. Über die PR-435 kommt man im Südosten nach Ibaití.

### Nachbarmunizipien
|                          | Nova Fátima                                 | Ribeirão do Pinhal |
| Santo Antônio do Paraíso | Kompassrose, die auf Nachbargemeinden zeigt |                    |
| São Jerônimo da Serra    | Sapopema                                    | Ibaiti             |

## Stadtverwaltung
Bürgermeister: José Olegário Ribeiro Lopes, Podemos (2021–2024)
Vizebürgermeister: Aparecido Renato Honorio, PSD (2021–2024)

## Demografie

### Bevölkerungsentwicklung
| Jahr | Einwohner | Stadt | Land |
| ---- | --------- | ----- | ---- |
| 1950 | 16.301    | 12 %  | 88 % |
| 1960 | 17.806    | 13 %  | 87 % |
| 1970 | 18.472    | 17 %  | 83 % |
| 1980 | 8.308     | 33 %  | 67 % |
| 1991 | 7.773     | 52 %  | 48 % |
| 2000 | 7.851     | 60 %  | 40 % |
| 2010 | 8.279     | 58 %  | 42 % |
| 2022 | 8.320     |       |      |

Quelle: IBGE, bis 2010: Volkszählungen und Volkszählung 2022

### Ethnische Zusammensetzung
| Gruppe * | 1991    | 2000    | 2010    | wer sich als …                                                                   |
| --- | ------- | ------- | ------- | -------------------------------------------------------------------------------- |
| Weiße | 79,1 %  | 75,5 %  | 65,5 %  | weiß bezeichnet                                                                  |
| Schwarze | 3,3 %   | 3,4 %   | 4,4 %   | schwarz bezeichnet                                                               |
| Gelbe | 0,5 %   | 0,8 %   | 0,8 %   | von fernöstlicher Herkunft wie japanisch, chinesisch, koreanisch etc. bezeichnet |
| Braune | 17,1 %  | 20,1 %  | 29,0 %  | braun oder als Mischung aus mehreren Gruppen bezeichnet                          |
| Indigene | 0,0 %   | 0,0 %   | 0,3 %   | Ureinwohner oder Indio bezeichnet                                                |
| ohne Angabe | 0,0 %   | 0,2 %   | 0,0 %   |                                                                                  |
| Gesamt | 100,0 % | 100,0 % | 100,0 % |                                                                                  |
| *) Das IBGE verwendet für Volkszählungen ausschließlich diese fünf Gruppen. Es verzichtet bewusst auf Erläuterungen. Die Zugehörigkeit wird vom Einwohner selbst festgelegt. |         |         |         |                                                                                  |

Quelle: IBGE (Stand: 1991, 2000 und 2010)